# ووتانسفولك
Wotansvolk (بالإنكليزية: «أودين الشعبية») الوثنية الحديثة القومية من أجل البيض، التي تأسست في أوائل التسعينيات على يد رون ماكفان وكاتخا لين وديفيد لين بينما كان لين يقضي عقوبة بالسجن لمدة 190 عامًا على أفعاله المتعلقة بالإرهاب المحلي في منظمة أوردر الارهابية الذي كان عضوا فيها.

## التاريخ
تم إطلاق Wotansvolk في أعقاب نشر ديفيد لين لمقال نشر عام 1995 بعنوان "Wotan's Folk"، والذي أطلق على المجموعة اسمها. Wotan هو الاسم الجرماني لأودين، وهو شخصية محورية في العقيدة الإسكندنافية وغيرها من الأساطير الجرمانية. تطورت Wotansvolk ، التي يقع مقرها الرئيسي في جبل خارج سانت ماريز بولاية أيداهو، إلى «مركز دعاية ديناميكي ينشر رسالته في جميع أنحاء الولايات المتحدة وخارجها».

### التواجد في السجون الأمريكية
تدير Wotansvolk برنامج توعية ناجحة للغاية في السجون. أشارت الأبحاث التي أجراها ماتياس غارديل إلى «إحياء وثنية بين نزلاء السجون البيض، بما في ذلك تحويل عصابات السجن بأكملها إلى ديانة الأسلاف [...] ويعزى ذلك جزئيًا إلى سمعة لين وارتباطه مع الأسطورية برودرس شفاينن، اسم Wotansvolk- الاعتراف كبير بين سكان سجن آريان». اعتبارًا من يناير 2001، تقدم Wotansvolk إلى أكثر من 5000 سجين،  بما في ذلك العديد من أعضاء منظمة أوردر مثل David Lane و Richard Scutari. كان هناك أقل من مائة من السجناء بحلول خريف عام 1996؛ أكثر من ثلاثمائة منهم كانوا حاضرين بحلول عام 2000. إلا أن سلطات السجون غالباً ما تحطم الجماعات عن طريق نشر أعضائها في مؤسسات مختلفة. لقد ساهمت حملة لين في حقيقة أن جميع الولايات تسمح الآن لأي سجين بارتداء مطرقة ثور باعتبارها ميدالية دينية.